# Cresaptown-Bel Air
Cresaptown-Bel Air és una concentració de població designada pel cens dels Estats Units a l'estat de Maryland. Segons el cens del 2000 tenia 5.884 habitants.

## Demografia
Segons el cens del 2000, Cresaptown-Bel Air tenia 5.884 habitants, 1.765 habitatges, i 1.251 famílies. La densitat de població era de 304,9 habitants per km².
Dels 1.765 habitatges en un 31,7% hi vivien nens de menys de 18 anys, en un 58,8% hi vivien parelles casades, en un 9,1% dones solteres, i en un 29,1% no eren unitats familiars. En el 24,9% dels habitatges hi vivien persones soles el 12% de les quals corresponia a persones de 65 anys o més que vivien soles. El nombre mitjà de persones vivint en cada habitatge era de 2,41 i el nombre mitjà de persones que vivien en cada família era de 2,88.
Per edats la població es repartia de la següent manera: un 17,1% tenia menys de 18 anys, un 7,4% entre 18 i 24, un 39,9% entre 25 i 44, un 22,9% de 45 a 60 i un 12,7% 65 anys o més.
L'edat mediana era de 38 anys. Per cada 100 dones de 18 o més anys hi havia 176,5 homes.
La renda mediana per habitatge era de 40.693 $ i la renda mediana per família de 46.563 $. Els homes tenien una renda mediana de 39.397 $ mentre que les dones 22.170 $. La renda per capita de la població era de 20.279 $. Entorn del 4% de les famílies i el 6,5% de la població estaven per davall del llindar de pobresa.

## Poblacions més properes
El següent diagrama mostra les poblacions més properes.